# Дубна (экономическая зона)
«Дубна» — российская особая экономическая зона (ОЭЗ) технико-внедренческого типа. Расположена в границах городского округа Дубна Московской  области, в 110 км севернее Москвы, в 90 км от аэропорта «Шереметьево ». Является крупнейшей по количеству компаний-резидентов особой экономической зоной в Российской Федерации (170 из 817 резидентов в 33 особых экономических зонах Российской Федерации).
Площадь территории — 279 га. 
Связана с Москвой железной дорогой и федеральной автодорогой А-104 «Дмитровское шоссе».

## История
Основанный в 1956 г. город Дубна является многопрофильным наукоградом, в котором производятся исследования фундаментальных свойств материи, разработка и производство ракетной техники, систем управления атомными электростанциями, систем мониторинга морских акваторий, технологий космической связи.
29 июля 1991 г. Президиум Верховного Совета РСФСР принял Постановление «О создании Международного центра развития науки и технологии в Дубне Московской области».
В 1993 г. была разработана целевая региональная программа «Технополис Дубна», направленная на сохранение и развитие научно-технического потенциала г. Дубна. В рамках ее реализации были сохранены профиль и жизнеспособность градообразующих предприятий, создан Международный университет природы, общества и человека «Дубна» (в настоящее время — государственный университет «Дубна»), расширен состав научно-производственного комплекса города, возобновлены программы жилищного строительства, введена в эксплуатацию первая в России городская цифровая АТС.
20 декабря 2001 г. Указом Президента Российской Федерации В. В. Путина городу присвоен статус наукограда и утверждена программа его развития в этом качестве. В рамках реализации этой программы 12 июля 2004 г. Правительство Московской области по предложению администрации г. Дубна, ООО «Информационные бизнес-системы» и Объединенного института ядерных исследований приняло Постановление о реализации инвестиционного проекта создания Российского центра программирования. Работа по созданию ИТ-парка «Российский центр программирования» в 2004—2005 гг. велась совместно с Министерством информационных технологий и связи Российской Федерации под руководством Л. Д. Реймана.
После посещения В. В. Путиным индийского Бангалора в декабре 2004 г. было принято решение возобновить в Российской Федерации работу по созданию особых экономических зон, приостановленную из-за неудачных попыток создания свободных экономических зон в 1990-е годы. В январе 2005 г. в Новосибирске Президент В. В. Путин в ходе совещания о создании технопарков в сфере информационных технологий дал поручение Министру экономического развития Г. О. Грефу подготовить проект закона об особых экономических зонах. Федеральный закон № 116 ФЗ «Об особых экономических зонах в Российской Федерации» был подписан 22 июля 2005 г. В тот же день Указом Президента было создано Федеральное агентство по управлению особыми экономическими зонами — РосОЭЗ. 10 марта 2006 г. комплексная программа «Создание в Российской Федерации технопарков в сфере высоких технологий» была одобрена распоряжением Правительства РФ. К этому моменту уже были созданы шесть особых экономических зон.
В сентябре-декабре 2005 г. в соответствии с Постановлением Правительства РФ от 13.09.2005 г. был проведен конкурс по отбору заявок на создание промышленно-производственных и технико-внедренческих (инновационных) особых экономических зон. Из 45 заявок на создание технико-внедренческих особых экономических зон было отобрано четыре. 
Среди победителей оказались Зеленоград, Томск, Санкт-Петербург и Дубна. 
21 декабря 2005 г. было издано Постановление Правительства РФ о создании технико-внедренческой ОЭЗ на территории г. Дубны, а 18 января 2006 г. подписано соглашение между Правительством РФ, Правительством Московской области и администрацией г. Дубна о создании ОЭЗ «Дубна».

## Территория
ОЭЗ «Дубна» располагается в границах г. Дубна Московской области на двух участках: № 1 и № 2 (на левом и правом берегах р. Волга соответственно). 
При создании ОЭЗ «Дубна» ее площадь составляла 187,7 га, в том числе участок № 1 — 135,7 га, участок № 2 — 52,0 га. В 2018 г. площадь участка № 2 увеличена до 93 га. В 2020 г. территория участка № 1 увеличена до 186 га. Освоение участков ОЭЗ «Дубна» ведется поэтапно: в составе участка № 1 выделено четыре очереди освоения, в составе участка № 2 — две.

## Инфраструктура

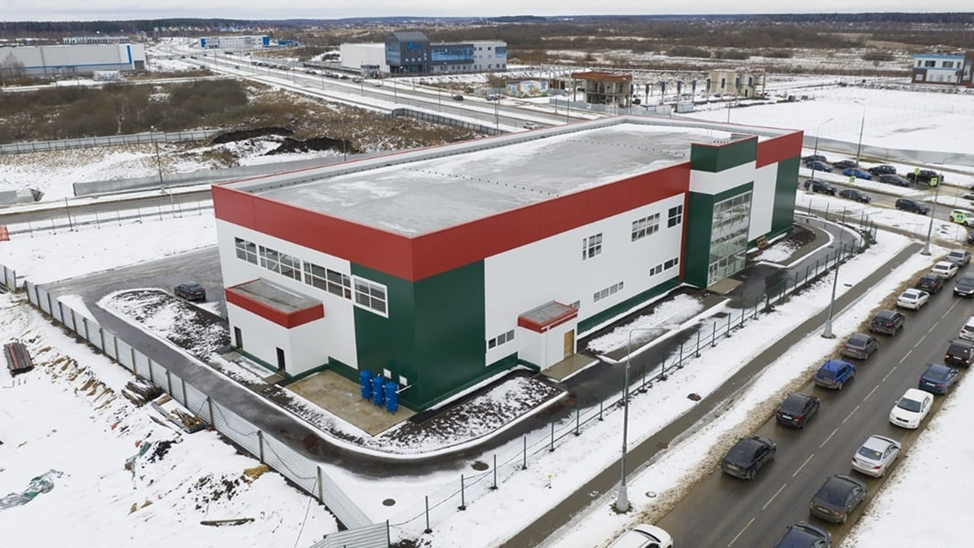
Фабрика по производству медицинских изделий на территории особой экономической зоны «Дубна»

По состоянию на 1 января 2020 г. первые три очереди участка № 1 и обе очереди участка № 2 в полном объеме обеспечены подъездными путями, электроэнергией, возможностями водоснабжения и канализования стоков. Централизованным отоплением и горячим водоснабжением обеспечены первые две очереди участка № 1 и весь участок № 2. Отопление и горячее водоснабжение объектов третьей и четвертой очередей участка № 1 предусматривается от автономных источников с централизованным снабжением природным газом.
В ОЭЗ расположен таможенный пост. С 2012 г. действует процедура свободной таможенной зоны.
Инновационная инфраструктура ОЭЗ «Дубна» представлена расположенным на участке № 1 Инновационно-технологическим центром офисно-лабораторного типа общей площадью более 50 тыс. кв. м, производственным инновационно-технологическим центром на участке № 2  площадью 9,1 тыс. кв. м и вводимым в эксплуатацию в 2020 г. производственным инновационно-технологическим центром на участке № 1 площадью около 9 тыс. кв. м.
В состав инфраструктуры ОЭЗ «Дубна» входят детские дошкольные учреждения «Радость» и «Созвездие», дворец спорта «Радуга», учебный корпус № 5 университета «Дубна», общежития, поликлиника и лечебный корпус на 190 коек. На прилегающей к участку № 1 территории общей площадью 227,3 га ведется строительство жилого района для размещения специалистов компаний-резидентов. 
С целью организации подъездов к ОЭЗ «Дубна» в 201620–18 гг. через р. Волга был построен мост общей стоимостью 8,75 млрд рублей.
Плановый объем бюджетных средств, направляемых на создание инфраструктуры ОЭЗ «Дубна» – 19,5 млрд. руб. По состоянию на начало 2020 г. профинансировано строительство или реконструкция объектов инфраструктуры ОЭЗ «Дубна» в объеме 17,5 млрд руб.

## Льготы и преференции
Налог на прибыль в первые 8 лет уплачивается по ставке 2 %, следующие 6 лет – 7 %, далее – 15,5 %. Налог на имущество в течение 10 лет с момента постановки на баланс не уплачивается. Транспортный и земельный налоги не уплачиваются в течение 5 лет.
Земельные участки резидентам предоставляются с подготовленной инфраструктурой, без конкурса на период строительства объектов с годовой арендной платой в размере 0,8–2,0 % от кадастровой стоимости за гектар. После ввода объекта в эксплуатацию резиденту предоставляется возможность выкупить земельный участок в собственность за 15 % от кадастровой стоимости.
Примерно 150 квартир муниципального жилого фонда предоставляются для временного размещения приглашаемых специалистов компаний-резидентов.
Университет «Дубна» ведет целевую подготовку специалистов совместно с заинтересованными резидентами.
В рамках процедуры свободной таможенной зоны  оборудование, материалы и комплектующие ввозятся на территорию ОЭЗ без уплаты таможенных пошлин и НДС.

## Санитарные ограничения
В ОЭЗ «Дубна» не размещаются крупнотоннажные химические производства и производства с санитарно-защитными зонами более 100 метров.

## Резиденты
Примерно 88 % резидентов ОЭЗ «Дубна» – компании из других городов и регионов, в том числе с участием иностранного капитала из Германии, Великобритании, Швейцарии, Нидерландов, Бельгии, Беларуси, Индии, Китая, Японии.
Основные направления деятельности резидентов в ОЭЗ «Дубна»:
- информационные технологии;
- ядерно-физические технологии;
- проектирование и производство сложных технических систем;
- био- и медицинские технологии;
- новые материалы[28].

В конце 2021 г. в ОЭЗ началось строительство крупнейшего в России завода полного цикла по производству вычислительной техники и телекоммуникационного оборудования Yadro Fab Dubnа. 
Общая площадь завода составит около 40 тыс. м², он будет включать цеха по производству многослойных печатных плат, линии поверхностного монтажа и автоматизированные конвейерные линии сборки и тестирования готовой продукции. Заявляется, что предприятие сможет выпускать до 1 млн единиц техники в год, производственные мощности будут также доступны другим отечественным производителям.

## Рейтинги
ОЭЗ «Дубна» в 2017, 2019 и 2020 годах признавалась лучшей в Национальном рейтинге инвестиционной привлекательности российских особых экономических зон.
В 2018 и 2019 годах ОЭЗ «Дубна» была отмечена  в международном рейтинге Free Zones Of The Year британского издания Foreign Direct Investment Magazine (подразделение Financial Times), за улучшение инфраструктуры, привлечение инвестиций, развитие резидентов и модернизацию объектов.

## Управляющая компания
АО ОЭЗ «ТВТ «Дубна», управляющая компания ОЭЗ «Дубна», создана 28 ноября 2006 г.
В августе 2012 г. Минэкономразвития России и АО «ОЭЗ ТВТ «Дубна» подписали Соглашение об управлении ОЭЗ «Дубна». Приказом Министерства экономического развития РФ от 5 марта 2013 г. № 118 ОАО «ОЭЗ ТВТ «Дубна» были переданы полномочия по управлению и распоряжению земельными участками, а также получению технических условий подключения к сетям инженерно-технического обеспечения. В декабре 2017 г. АО «ОЭЗ ТВТ «Дубна» был получен статус теплосетевой компании, который позволил управляющей компании оказывать услуги по передаче тепловой энергии. В июне 2018 г. АО «ОЭЗ ТВТ «Дубна» был получен статус транзитной организации, который позволил Обществу оказывать услуги по транспортировке питьевой воды и сточных вод. В апреле 2019 г. АО «ОЭЗ ТВТ «Дубна» был получен статус электросетевой компании.
Основные цели и задачи управляющей компании: 
- обеспечение создания и эксплуатация объектов инфраструктуры;
- привлечение резидентов и иных инвесторов в особую экономическую зону;
- предоставление резидентам помещений и/или земельных участков;
- оказание содействия  в получении статуса резидента;
- поддержка резидентов в решении вопросов развития.

## Показатели эффективности
Резиденты ОЭЗ «Дубна» создали около 4500 новых рабочих мест, осуществили инвестиций на сумму 28 млрд. рублей, выпустили продукции на сумму 47 млрд рублей. 
Свыше 6 млрд руб. внесено резидентами в качестве налоговых отчислений в бюджеты и внебюджетные фонды.